# Mai Nakahara
Mai Nakahara (jap. 中原 麻衣 Nakahara Mai; ur. 23 lutego 1981) – japońska seiyū, urodziła się w Kitakiusiu, w prefekturze Fukuoka. Pracuje dla I’m Enterprise.

## Filmografia
Ważniejsze role są pogrubione

### Seriale anime
2002
- Mirmo! (Kaede Minami)
- Seven of Seven (Nanasama)
- Spiral: The Bonds of Reasoning (Sayoko Shiranagatani)

2003
- .hack//Legend of the Twilight Bracelet (Rena Kunisaki)
- Hikari to Mizu no Daphne (Maia Mizuki)
- Gankutsuou (Beppo/Peppo)
- Godannar (Anna Aoi)
- Gunparade Orchestra (Nami Koumi)
- Kaleido Star: New Wings (May Wong)
- Maburaho (Chihaya Yamase)
- Mouse (Hazuki Kakio)
- Mythical Detective Loki Ragnarok (Skuld)
- Onegai Twins (Miina Miyafuji)
- Popotan (Asuka)
- Wandaba Style (Himawari Natsuwa)

2004
- DearS (Miu)
- Gravion, Gravion Zwei (Ena)
- Midori Days (Midori Kasugano)
- My-HiME (Mai Tokiha)

2005
- Amaenaide yo (Chitose Nanbu)
- Boku wa Imōto ni Koi o Suru (Iku Yūki)
- Happy Seven (Kiku "Okiku" Sarasugawa)
- My-Otome (Mai Tokiha)

2006
- Higurashi no naku koro ni (Rena Ryugū)
- Kage Kara Mamoru! (Yuna Konnyaku)
- Lovely Idol (Kotoha Kiryū)
- Magikano (Yoshikawa Maika)
- Strawberry Panic! (Nagisa Aoi)
- Tactical Roar (Nanaha Misaki)
- Perfect Girl Evolution (Noi Kasahara)
- Utawarerumono (Yuzuha)

2007
- Clannad (Nagisa Furukawa)
- Higurashi no Naku Koro ni Kai (Rena Ryugū)
- Idolmaster Xenoglossia (Ritsuko Akizuki)
- Kamichama Karin (Karin Hanazono)
- Kimikiss pure rouge (Megumi Kuryū)
- Magical Girl Lyrical Nanoha StrikerS (Teana Lanster)
- Myself; Yourself, (Asami Hoshino)
- Sola (Aono Morimiya)

2008
- Blassreiter (Snow)
- Clannad After Story (Nagisa Furukawa)
- Kannagi: Crazy Shrine Maidens (Shino Ōkōchi)
- Kyōran Kazoku Nikki (Chieri Sakurai)
- Persona: Trinity Soul (Kanaru Morimoto)
- Spice and Wolf (Nora Arendt)
- Vampire Knight (Maria Kurenai)
- Vampire Knight Guilty (Maria Kurenai)

2009
- Chrome Shelled Regios (Felli Loss)
- Denpa teki na Kanojo (Yukihime Kishima)
- Higurashi no Naku Koro ni Rei (Rena Ryugū)
- Tears to Tiara (Morgan)
- Saki (Teru Miyanaga)
- Taishō Baseball Girls (Akiko Ogasawara)
- Sora Kake Girl (Aleida, Kagura Shishido)

2010
- Angel Beats! (Hatsune Otonashi)
- Durarara!! (Haruna Niekawa)
- Katanagatari (Nanami Yasuri)
- Fairy Tail (Juvia Lockster)
- Ladies versus Butlers! (Sernia Iori Flameheart)
- Otome Yōkai Zakuro (Zakuro)
- Seikon no Qwaser (Eva-Q)

2011
- Aria the Scarlet Ammo (Yutori Takamagahara)
- Dantalian no Shoka (Christabel Sistine)
- Horizon on the Middle of Nowhere (Musashi)
- Sekaiichi Hatsukoi (Saeki)
- Suzy's Zoo Daisuki! Witzy (Witzy)
- Tiger & Bunny (Mary)
- Higurashi no Naku Koro ni Kira (Rena Ryugū)

2012
- Jinrui wa Suitaishimashita (Watashi)

2013
- Yahari ore no seishun rabukome wa machigatteiru. – Haruno Yukinoshita

### Gry
- 11 Eyes CrossOver (Shione Azuma)
- Higurashi no naku koro ni (Rena Ryugū)
- Clannad (Nagisa Furukawa)
- Gokuraku Parodius (Hikaru)
- La Pucelle: Tactics (Prier)
- Rune Factory 3 (Kuruna)
- Sonic and the Secret Rings (Shahra the Ring Genie)
- Soul Nomad & the World Eaters (Tricia)
- Symphonic Rain (Arietta Fine, Tortinita Fine)
- Tales of Vesperia (Estellise)
- Tokimeki Memorial 4 Mobile (Kiho Inokura)
- Yggdra Union: We'll Never Fight Alone (Yggdra)
- Blaze Union: Story to Reach the Future (Aegina, Luciana, Yggdra)
- Gloria Union (Yggdra, Henrietta)
- Black Rock Shooter: The Game (Mii)
- KimiKiss (2006, Megumi Kuryū)

### Dramy CD
- Rakka Ryūsui (Akiho Hayama)
- Drama CD Lucky Star (Tsukasa Hiiragi)
- S.L.H Stray Love Hearts! (Hiyoki Kozue)
- Yggdra Unison Drama CD (Yggdra)

## CD

### Single
- 2004-11-03: "Romance"
- 2005-03-02: "Etude"
- 2006-02-08: "Futaribocchi / Monochrome"
- 2007-05-23: "ANEMONE / Sazanami no Koe" (pierwszy ending Kamichama Karin)
- 2009-09-30: "Sweet Madrigal"
- 2010-02-10: "My Starry Boy" (Ladies versus Butlers anime ending)

### Albumy
- 2004-02-04: Homework (minialbum)
- 2005-05-11: Mini Theater
- 2006-09-27: Fantasia (minialbum)
- 2008-06-25: Metronome Egg
- 2010-09-22: Suisei Script